# Solpugassa clavata
Solpugassa clavata är en spindeldjursart som beskrevs av Roewer 1933. Solpugassa clavata ingår i släktet Solpugassa och familjen Solpugidae. Inga underarter finns listade i Catalogue of Life.